# Edward Kasner
Edward Kasner (ur. 2 kwietnia 1878 w Nowym Jorku, zm. 7 stycznia 1955 tamże) – amerykański matematyk.
Studiował na Uniwersytecie Columbia, gdzie w 1899 obronił doktorat. W następnym roku został tutorem na Wydziale Matematyki tego uniwersytetu, będąc tym samym pierwszym Żydem obejmującym tam stanowisko na wydziale nauk ścisłych. W 1910 został profesorem Uniwersytetu Columbia.

## Googol
W 1938, dziewięcioletni Milton Sirotta, będący siostrzeńcem Edwarda Kasnera, który zapytany przez swego wujka o nazwę dla bardzo dużej liczby, odpowiedział mu googol (tworząc tym samym nazwę do liczby 10100). Kasner jako pierwszy ogłosił to pojęcie w swojej książce Matematyka i wyobraźnia (1940). To od nazwy tej liczby pochodzi nazwa firmy Google.